# Vallon de Halling
Vallon de Halling este o arie protejată (sit de importanță comunitară — SCI) din Franța întinsă pe o suprafață de 17 ha, integral pe uscat.

## Localizare
Centrul sitului Vallon de Halling este situat la coordonatele 49°29′04″N 6°14′38″E / 49.48444°N 6.24389°E.

## Înființare
Situl Vallon de Halling a fost declarat arie specială de conservare în baza directivei 92/43 din 1992 referitoare la conservarea habitatelor naturale și a faunei și florei sălbatice pentru a proteja 1 specie de animale.

## Biodiversitate
Situată în ecoregiunea continentală, aria protejată conține 1 habitat natural: Pajiști uscate seminaturale și facies de acoperire cu tufișuri pe substraturi calcaroase (Festuco-Brometalia) (* situri importante pentru orhidee).
La baza desemnării sitului se află o specie protejată de  pești: zglăvoacă (Cottus gobio).
Pe lângă speciile protejate, pe teritoriul sitului au mai fost identificate 3 specii de plante, 2 specii de păsări, 1 specie de nevertebrate.